# Памятник А. М. Горькому (Орёл)
Памятник А. М. Горькому — памятник русскому советскому писателю, поэту, драматургу, основоположнику литературы социалистического реализма, инициатору создания Союза писателей СССР и первому председателю правления этого союза Алексею Максимовичу Горькому.

## Описание
Ныне (2020) в городе Орле установлены два памятника в честь писателя А. М. Горького. Один из них — стела располагается на пересечении улиц М. Горького и 7 Ноября. Второй памятник А. М. Горькому находится в Советском районе города на территории средней общеобразовательной школы № 36 имени А. С. Бакина. Памятник представляет собой сидящую на постаменте фигуру писателя.